# Saranac (fiume)
Il Saranac è un fiume dello stato di New York, Stati Uniti, che nasce dal Lago Champlain nei Monti Adirondack, nei pressi della città di Plattsburgh, nella contea di Clinton.

## Geografia
Attraversa il maggiore, il medio e il lago Saranac minore, così come il lago Oseetah, il lago Flower, Franklin Falls Pond, Union Falls Pond e il Lago Saranac; ci sono chiuse tra il lago Saranac medio e quello minore, e tra il minore e l'Oseetah, sebbene il dislivello si solo di pochi piedi. Il fiume sfocia nel villaggio di Saranac, dopo aver attraversato Plattsburgh, raggiungendo il lago Champlain.

## Fonti
- Jamieson, Paul and Morris, Donald, Adirondack Canoe Waters, North Flow, Lake George, NY: Adirondack Mountain Club, 1987.  ISBN 0-935272-43-7.